# أخساخلار
أخساخلار (بالفارسية: آخساخلار) هي مستوطنة تقع في قسم تشاراويماق الجنوبي الغربي الريفي في إيران. يقدر عدد سكانها بـ 42 نسمة .